# Ferdinand Gehr

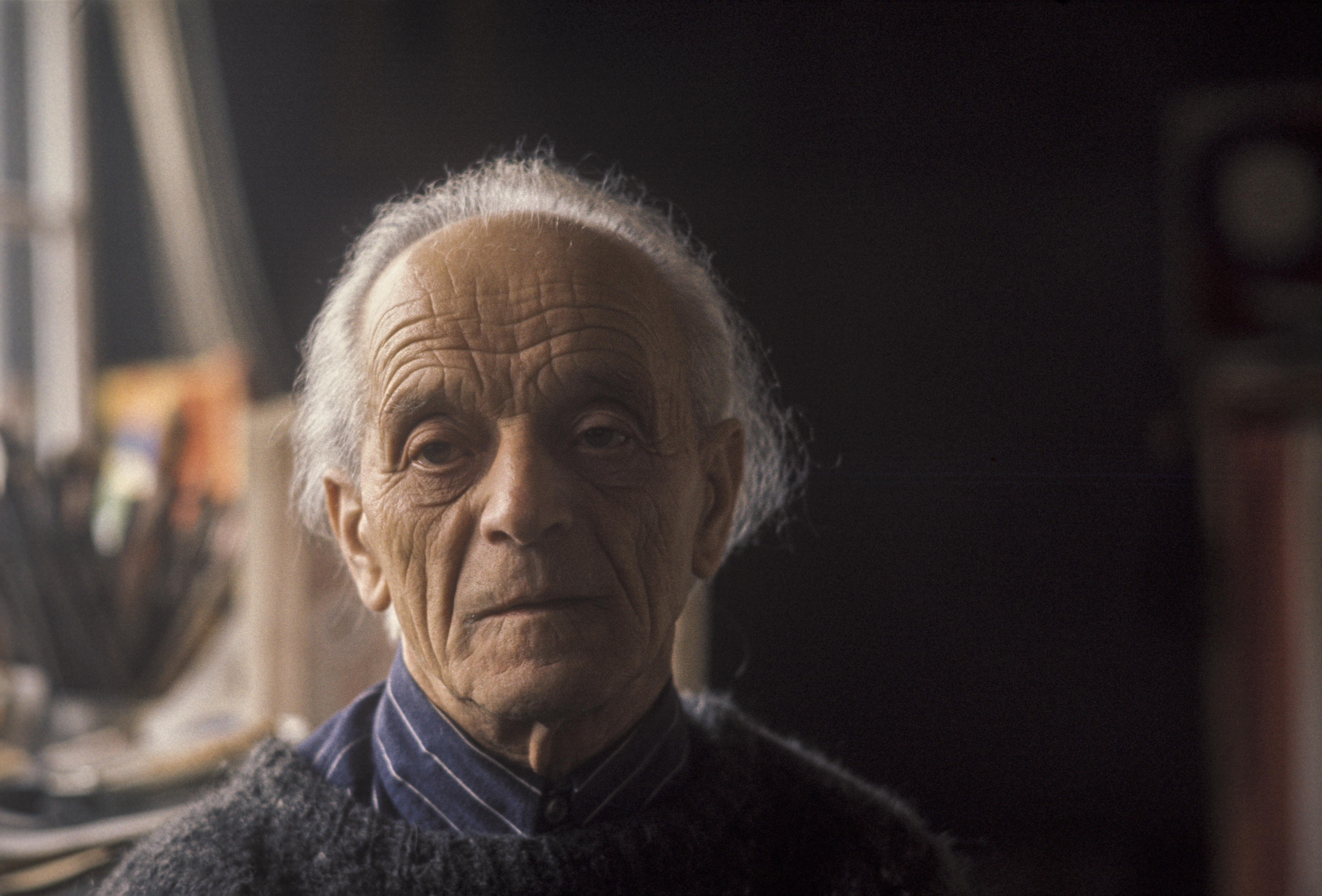
Ferdinand Gehr, 1979
(Foto: Herbert Maeder)

Ferdinand Gehr (* 6. Januar 1896 in Niederglatt SG, Gemeinde Oberuzwil; † 10. Juli 1996 in Altstätten SG) war ein Schweizer Maler. Er gehört zu den grossen, international anerkannten Kirchenmalern des 20. Jahrhunderts.

## Leben und Schaffen
Ferdinand Gehr ist bekannt geworden durch seine sakralen Bildthemen. Er versuchte, sein christliches Selbstverständnis in zeitgemässer Kunst auszudrücken. Dazu gestaltete er monumentale Wandgemälde und zahlreiche Kirchenfenster.
Gehrs grösster Glasbildzyklus (178 schmale Fenster mit Heiligen, welche er den Seligpreisungen Jesu im Matthäus-Evangelium zuordnet) wurde von 1953 bis 1955 für die von Fritz Metzger neu erbaute römisch-katholische Kirche St. Felix und Regula in Zürich-Hard geschaffen. 1965 ernteten Gehrs Fenster zum Schmerzhaften Rosenkranz in der frisch renovierten Kreuzkapelle in Appenzell einige Kritik. Zu sehen sind Gehrs Kirchenfenster z. B. auch in der 1969 erbauten Kapelle St. Anna in Oberterzen (römisch-katholische Kirchgemeinde Mols-Murg-Quarten, Gemeinde Quarten, Kanton St. Gallen). Es handelt sich um vier kleinere quadratische bunte Fenster, die zum Berg orientiert sind, während das grosse Fenster hinter dem Altar den Blick auf die Bergkette der Churfirsten freigibt.

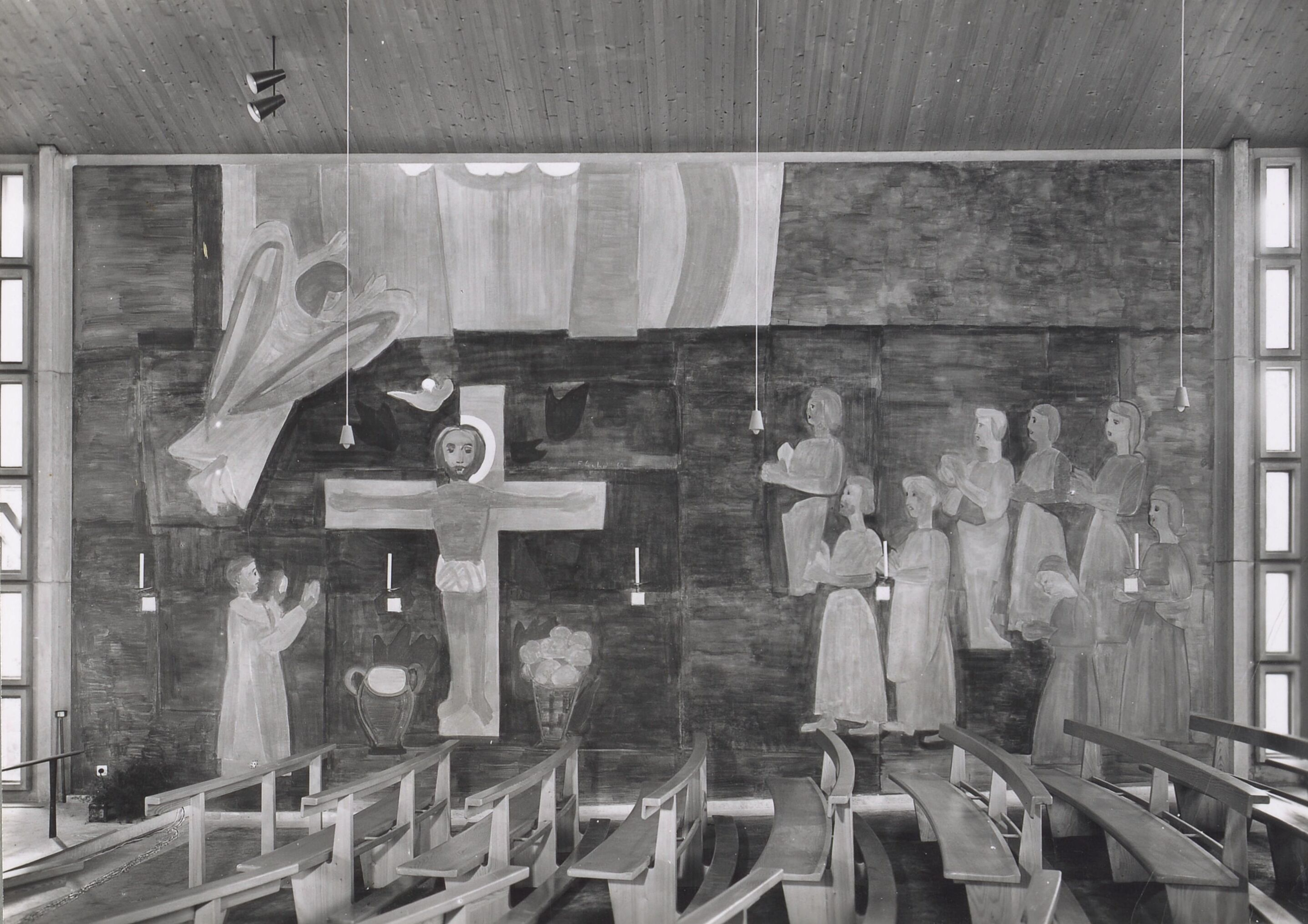
Wandbilder in der Bruder Klaus Kirche zu Oberwil (ZG)

Gehr war anfänglich umstritten, wird aber heute zu den grossen, international anerkannten Kirchenmalern des 20. Jahrhunderts gezählt. 1954 verlangte Bischof Franziskus von Streng, dass vor der Weihe der Kirche St. Anton in Wettingen Gehrs Apsismalerei versteckt wurde. Dieses Werk wurde zunächst mit einem Vorhang abgedeckt und in der Folge zerstört. 1960 musste sein bekanntes Werk in der Kirche Oberwil bei Zug aufgrund von Protesten aus der Bevölkerung abgedeckt werden. In einer Abstimmung der Zuger Kirchengemeinde am 30. April und 1. Mai 1960 wurde mit 575 Ja-Stimmen zu 190-Nein Stimmen der Vorschlag der Kirchengemeinde angenommen, die Bilder fertigstellen zu lassen und nach einem halben Jahr für fünf Jahre mit Vorhängen abzudecken. Am 6. Juni 1966 wurden die Bilder wieder freigeben. Eine Abstimmung in der Kirchengemeinde am 28. August 1966 entschied mit 83 Ja zu 122 Nein-Stimmen für keine weitere Verhängung der Gemälde. Beschädigungen durch die Abdeckung sowie mutwilliger Art wurden vom Künstler behoben.
Bekannt geworden ist Gehr unter anderem mit seinem Altargemälde in der Kirche der Propstei Sankt Gerold (Grosses Walsertal, Vorarlberg).
Gehr arbeitete zuerst als Stickereizeichner und Textilist, besuchte dann die Kunstgewerbeschule und lebte als Malerschüler in Florenz und Paris. Die weiteren Jahre seines Lebens verbrachte er in Altstätten SG. Besonders verbunden fühlte sich Gehr zeitlebens Jean Arp, der ihn in den 1950er Jahren auch in Altstätten besuchte.
Gehrs Werk ist geprägt durch seine religiösen Themen, allerdings sind von ihm auch Blumenaquarelle, Eros-Darstellungen, Akte und Landschaftsbilder bekannt geworden. In seinen frühen Schaffensjahren orientierte sich Gehr an Henri Matisse. Später wurde ein auf klare Formen reduzierter und durch gewagte Farbkompositionen gekennzeichneter Stil typisch für ihn. Sowohl in der sakralen Kunst wie auch in seinen Landschaften zeigt sich der Einfluss von Paul Cézanne. Das Malen war für Gehr religiöse Inspiration. Populär sind die zahlreichen, farbenfrohen Holzschnitte, aus denen oft der Mystiker spürbar ist. Insgesamt durchmisst das umfangreiche Werk fast sieben Jahrzehnte, denn Gehr war bis ein Jahr vor seinem Tod – also bis zu seinem 99. Lebensjahr – aktiv tätig und als Künstler engagiert.
Ferdinand Gehr war der Onkel und Mentor von Roswitha Doerig.

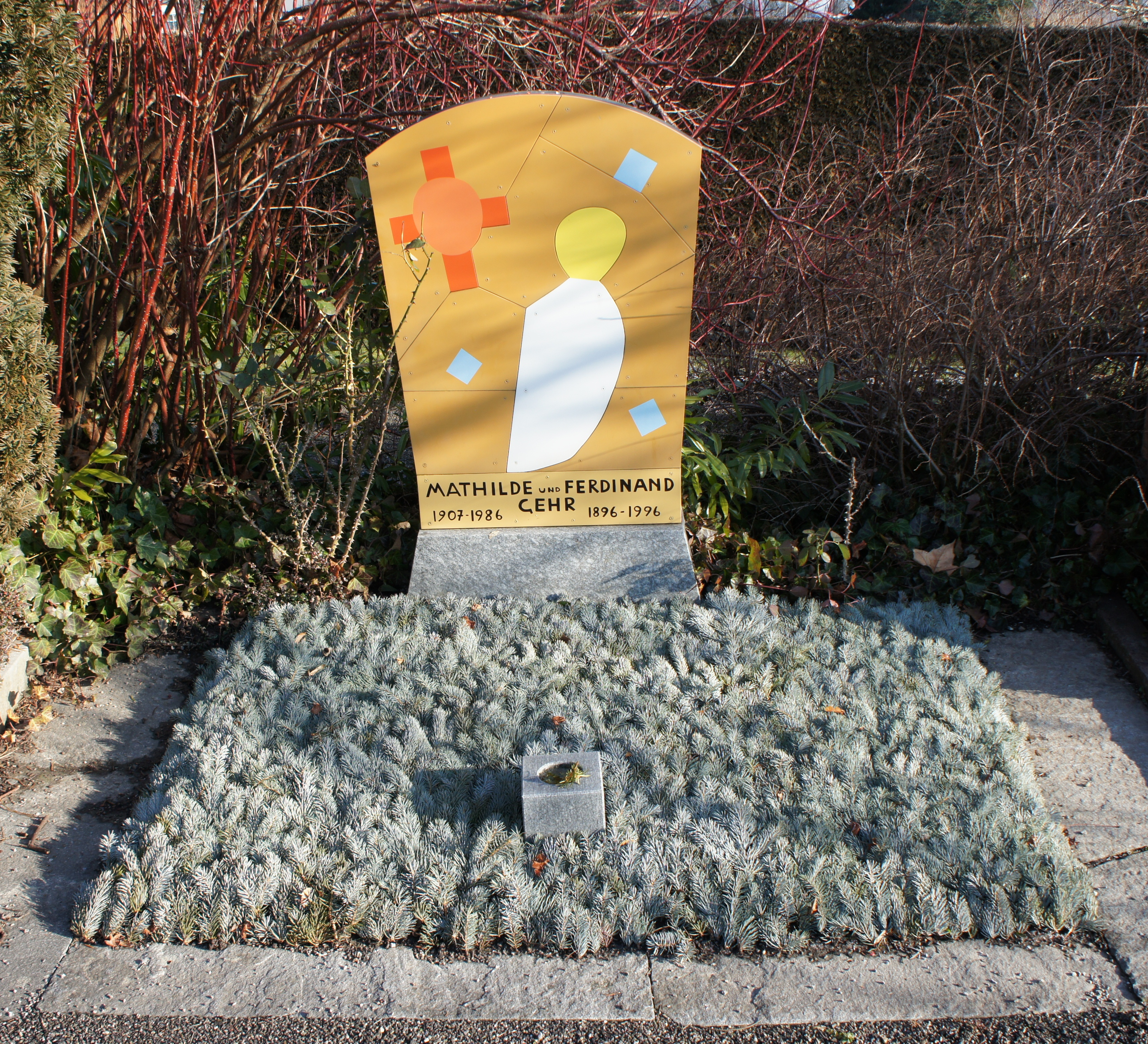
Vom Künstler selber gestaltetes Grab für Mathilde und Ferdinand Gehr auf dem Friedhof in Altstätten

## Ausstellungen
Vom November 2016 bis Februar 2017 war dem Künstler im Kunstmuseum Olten die Ausstellung Ferdinand Gehr – Bauen an der Kunst gewidmet.